# Harnröhre

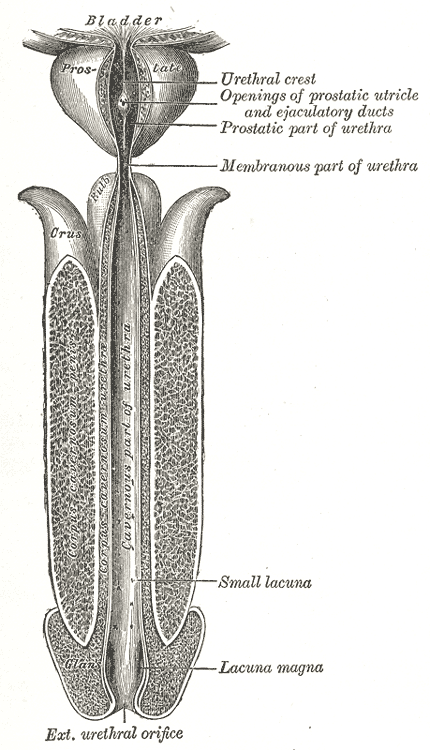
Die männliche Harnröhre des Menschen
(aus Gray’s Anatomy)

Die Harnröhre (lateinisch Urethra, deutsch „Harngang“; von altgriechisch οὐρήθρα oúrēthra, deutsch ‚Uringang‘ zu οὔρημα oúrēma, deutsch ‚Urin, Harn‘) ist ein schlauchförmiges Organ des Harn- und Geschlechtsapparats der Säugetiere unter Ausschluss der Kloakentiere. Sie gehört zu den ableitenden Harnwegen und beginnt am unteren Ende der im Becken lokalisierten Harnblase. Sie mündet bei männlichen Vertretern an der Penisspitze auf der Eichel und bei weiblichen im Scheidenvorhof.
Die Harnröhre dient in erster Linie der Ausleitung des Urins aus der Harnblase (Miktion), bei männlichen Säugetieren zusätzlich der Weiterleitung des Spermas bei der Begattung, weshalb sie hier auch als Harn-Samen-Röhre bezeichnet wird.
Die Entzündung der Harnröhre (Urethritis) wird vor allem von Bakterien verursacht. Beim Menschen werden sie vor allem sexuell übertragen.

## Funktion

### Miktion

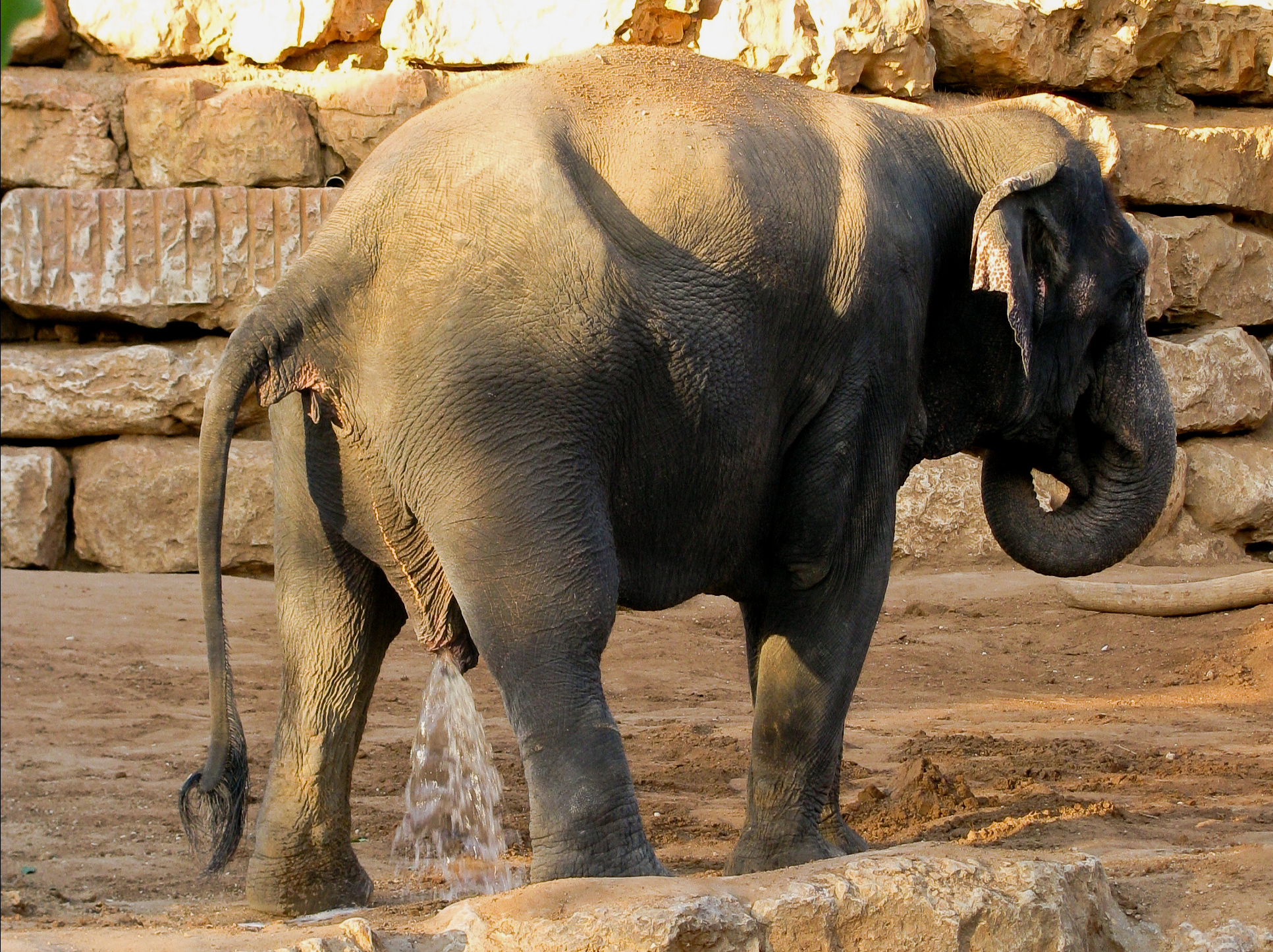
Urinierender Elefant: Der Harn wird über die Harnröhre ausgeleitet.

Die Harnröhre dient bei allen Säugetieren mit Ausnahme der Kloakentiere und bei beiden Geschlechtern vor allem der Ausleitung und Ausscheidung des Urins, der sich bei den Säugetieren in der Harnblase sammelt und von dort in die Harnröhre abgegeben wird (Miktion). Zudem verhindern die Verschlussmechanismen der Harnröhre zusammen mit Immunglobulinen weitgehend, dass Keime in das Körperinnere vordringen können. Die Harnröhrenschleimhaut ist beim Mann nur im letzten Drittel, bei der Frau nur in der scheidennahen Hälfte noch von Bakterien besiedelt. Zu dieser physiologischen Schleimhautflora gehören Mycobacterium smegmatis, Corynebakterien, Streptokokken und Staphylococcus epidermidis. Die weiter blasenseitig gelegenen Abschnitte der Harnröhre sind dagegen steril.

### Ejakulation
Bei männlichen Säugetieren dient sie zudem der Weiterleitung der Spermien, die über den Samenleiter (Ductus deferens) in die Harnröhre geleitet werden und gemeinsam mit Sekreten der Prostata und der Bläschendrüse das Sperma bilden. Dieses wird bei der Ejakulation über die Harnröhre transportiert. Die Harnröhre männlicher Individuen wird aus diesem Grund auch als Harn-Samen-Röhre bezeichnet.

### Sexuelle Stimulation
Die Harnröhre ist von vielen Nerven durchzogen und kann als erogene Zone betrachtet werden. Eine Massage bzw. Stimulation der Harnröhre, entweder manuell oder durch das Einführen von Objekten, kann bei Männern wie Frauen als lustvoll erlebt werden. Sehr selten ist der Urethralverkehr, bei dem der männliche Penis in die gedehnte weibliche Harnröhre eingeführt wird.

## Anatomie

### Allgemeiner Aufbau und Muskulatur
Aufgrund ihrer engen Assoziation an die geschlechtsspezifisch unterschiedlich ausgebildeten Genitalorgane ist auch die Harnröhre bei den Geschlechtern unterschiedlich ausgeprägt.
Die Harnröhre ist ein häutig-muskulöser Schlauch, der unterhalb der Harnblase (am Blasenhals) aus dieser über die innere Harnröhrenmündung (Ostium urethrae internum) entspringt und von hier den Beckenboden im Bereich des Diaphragma urogenitale durchtritt. Wie alle harnableitenden Wege besitzt er eine spezielle Auskleidung, die als Urothel oder Übergangsepithel bezeichnet wird. Unter dem Epithel befinden sich elastisches Bindegewebe und ein Blutgefäßgeflecht (Stratum spongiosum). Weiter nach außen folgt glatte Muskulatur und ganz außen wiederum Bindegewebe zur Einbettung in die Umgebung (Adventitia).
Neben der glatten Muskulatur wird die Harnröhre von weiteren Muskelteilen umgeben, die ihre Funktion ermöglichen. Von der Harnblase ziehen Teile der äußeren Längsmuskelschicht des Musculus detrusor vesicae, der als Austreibemuskel der Harnblase fungiert, bis zur Harnröhre und umgeben diese von vorn am Harnblasenhals gemeinsam mit Muskelbündeln des Musculus pubovesicalis, die den hinteren Bereich der inneren Harnröhrenmündung umfassen und gemeinsam den unwillkürlichen Schließmuskel der Harnblase bilden. Dieser wird häufig auch als eigener Schließmuskel der Harnblase (Musculus sphincter vesicae) betrachtet. Im Übergangsbereich von der Blase zur Harnröhre reicht zudem der untere verdickte Winkel des Harnblasendreiecks (Trigonum vesicae) als muskulöses Zäpfchen, Uvula vesicae, von hinten in die innere Harnröhrenöffnung. Von der Rückseite setzen zudem Fasern des Musculus rectovesicalis an der Harnröhre und der Harnblase an.
Der quergestreifte äußere willkürliche Harnröhrenschließmuskel (Musculus urethralis) umgibt mit dem Musculus sphincter urethrae membranaceae die männliche Harnröhre in Spiralschlingen aufsteigend im Bereich der Pars membranacea urethrae, bei weiblichen Säugetieren entspringt er seitlich an der Vagina und bildet eine Schlinge um die Urethra. Er trägt im Zusammenspiel mit der Harnblasenmuskulatur des Harnblasendreiecks, dem Schließmuskel der Harnblase und dem Musculus detrusor vesicae maßgeblich zum Harnhaltevermögen (Urinkontinenz) und der Miktion bei, wobei auch der Musculus levator ani als Beckenboden beim Harnröhrenverschluss beteiligt sein kann. Die Innervation des Musculus urethralis und des Musculus sphincter vesicae erfolgt durch die Nervi perineales, die dem Nervus pudendus entspringen, während der Musculus detrusor vesicae vom Nervus pelvinus innerviert wird.
Zwischen der Harnröhre bzw. deren Mündung, Meatus urethrae, beginnt sich als periurethraler Bindegewebsraum das Septum uretrovaginale zwischen der weiblichen Harnröhre und Vagina bzw. Scheidenvorhof, Vestibulum vaginae, auszuspannen. Dieser Bindegewebsraum setzt sich nach hinten, dorsal, in die Halban’sche Faszie, auch als Septum vesicovaginale bezeichnet, fort.

### Geschlechtsspezifische Anatomie der Harnröhre

#### Weibliche Harnröhre

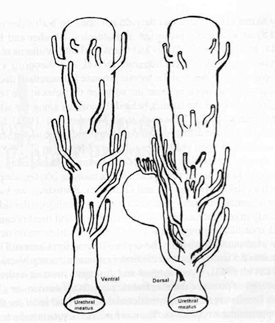
Zeichnung des anatomischen Aufbaus der paraurethralen Drüsen einer erwachsenen Frau. Dargestellt ist die weibliche Urethra – Meatus urethrae externus Bild unten – mit den von dorsal bzw. ventral einmündenden Drüsenausfuhrgängen.

Weibliche Miktion

Die Harnröhre der weiblichen Säugetiere verläuft parallel zur Vagina durch den Beckenboden und mündet an der Grenze von Scheidenvorhof und Vagina in die Vulva. Sie hat bei der Frau eine Länge von etwa 2,5 bis 4 cm. Bei weiblichen Paarhufern liegt im Bereich der Mündung eine blind endende Schleimhautbucht (Diverticulum suburethrale), die das Katheterisieren erschwert. Die weibliche Harnröhre besitzt eine wulst- bzw. spornartige Vorstülpung (Carina urethralis vaginae), auf der sich die eigentliche Mündungsöffnung der Harnröhre, Meatus urethrae externus befindet. Häufig ziehen hiervon seitlich zwei zügelförmige, schmale (dreieckige) Gewebefalten in Richtung zur Klitoris hoch; sie können bei digitaler Untersuchung sichtbar werden. Die Carina urethralis vaginae kann ihrerseits interindividuell stark variieren, wobei sie sich unterschiedlich weit über eine gedachte Scheideneingangsebene hinaus vorstülpt (von einer relativ flachen Profilierung bis hin zu einer ausgeprägteren) und darin an einen Wasserspeier erinnert. Der Scheideneingang, Introitus vaginae ist ein runder Gewebesaum, der am kaudalen Ende der Vagina liegt (Carunculae hymenales) und am oberen Ende eine Verbindung mit der Mündung bzw. der die Harnröhre (Carina urethralis vaginae) umgebenden Schleimhaut findet.
Ihr Anfangsteil nahe der Blase ist von Urothel ausgekleidet, das in mehrschichtig unverhorntes Plattenepithel übergeht. Vereinzelt finden sich muköse Drüsen (Glandulae urethrales, Littrè-Drüsen). Die Schleimhaut bildet Buchten, Lacunae urethralis sowie längsverlaufende Falten, die die verzweigten, tubulären Glandulae urethrales enthalten. Im distalen Drittel sind die intraluminären Drüsenausführgange der Paraurethraldrüsen, Glandulae paraurethrales nachweisbar.
Der Verschluss (Sphinkter) erfolgt (reflektorisch) willkürlich durch den Musculus sphincter urethrae membranaceae, vermittels der Innervation durch die Nervi perineales aus dem Nervus pudendus.

##### Periurethrales Schwellkörpersystem
Jeweils seitlich des eigentlichen Meatus urethrae externus, der Harnröhrenöffnung, ragen polsterartig, in unterschiedlichem Ausmaß, zwei kleinere höckerartige Hügelchen links und rechts von einer rinnenartigen Senke oder leichten Einkerbung nach oben zum Schamhügel empor. Seitlich der vorgewölbten Carina urethralis vaginae sitzen die Paraurethraldrüsen, Glandulae paraurethrales; sie weisen mehrere Ausführungsgänge auf und münden sowohl in den Endabschnitt der Harnröhre („intraluminär“) selbst sowie seitlich („periurethral“) derselben. Sie werden nach ihrem Erstbeschreiber auch Skene-Drüsen (nach Alexander Skene) genannt oder wegen der Homologie zur männlichen Prostata auch Prostata feminina.
In die Urethra münden die Drüsen der weiblichen Prostata (Prostata feminina) bzw. Paraurethraldrüse; diese besitzt mehrere Ausführungsgänge. Ihr Sekret (siehe weibliche Ejakulation) ähnelt in Zusammensetzung und Enzymmustern dem männlichen Prostatasekret (Prostataspezifisches Antigen).
Die weibliche Prostata ist Teil eines periurethralen Schwellkörpersystems, Corpus cavernosum urethrae, zu dem auch der G-Punkt und als intravaginale Fortsetzung die Halban’schen Faszie, die Gräfenberg-Zone und die Anterior Fornix Erogenous Zone, kurz AFE-Zone als zusätzliche Schwellkörpergewebe gerechnet werden.
Die Nervenversorgung der weiblichen Harnröhre und das sie umgebende Schwellkörpergewebe erfolgt über den Plexus vesicalis (Teil des Plexus hypogastricus inferior) und den Nervus pudendus. Viszerale Afferenzen aus der Harnröhre verlaufen in den splanchnischen Beckennerven.

#### Männliche Harnröhre

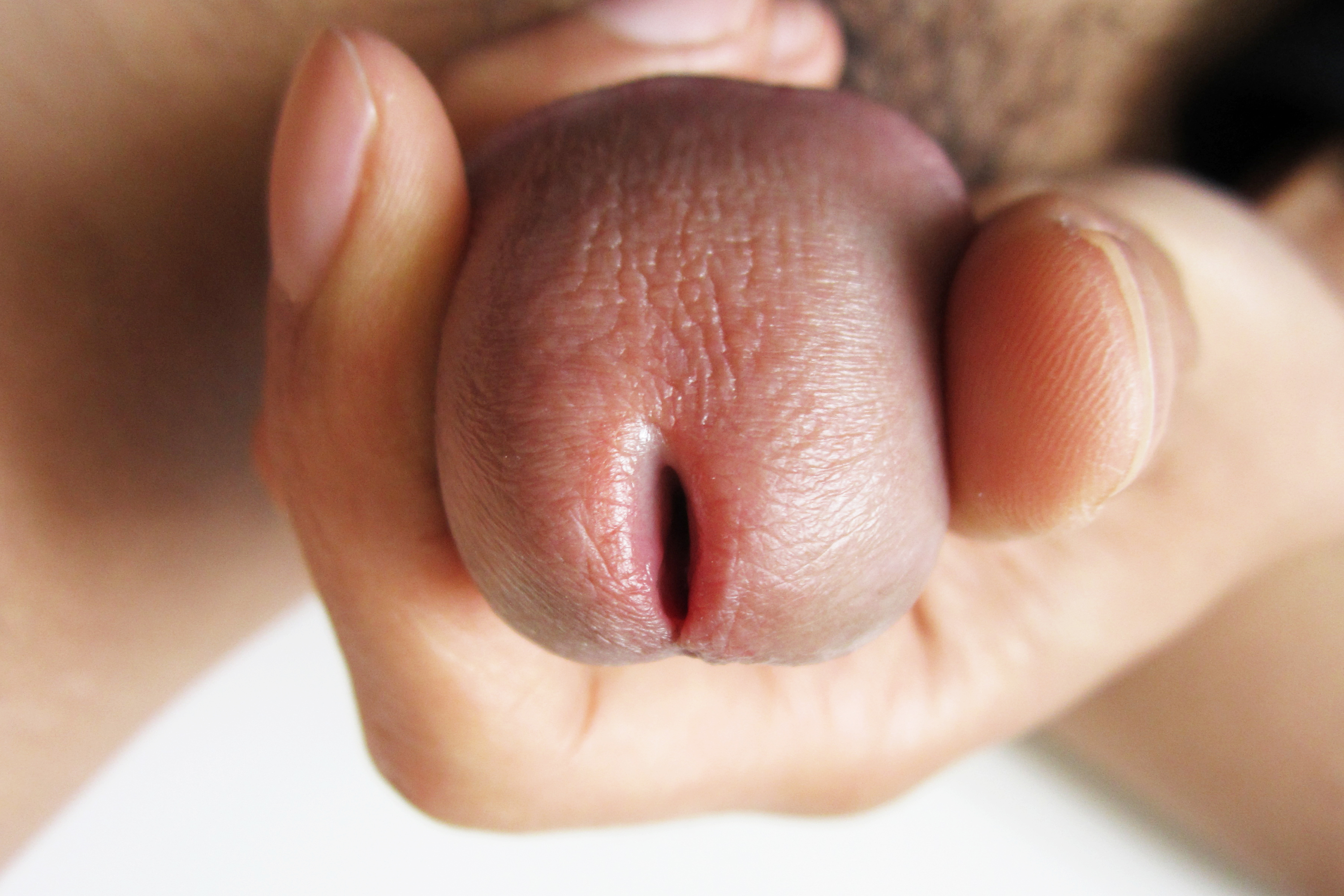
Harnröhrenmündung, Meatus urethrae externus, auf der Eichel beim Mann

Männliche Miktion

Bei allen männlichen Säugetieren verläuft die Harnröhre durch die Prostata und den Penis und mündet auf der Eichel. Bei vielen Säugetieren bildet sie auf der Eichel einen zipfelförmigen Fortsatz (Processus urethrae), der besonders beim Schafbock sehr lang ist. Beim Hengst sitzt der Processus urethrae in einer Vertiefung, der Eichelgrube (Fossa glandis). Beim Mann ist die Harnröhre (Urethra masculina) etwa 20 bis 25 Zentimeter lang und nur im Anfangsteil mit einem Urothel ausgekleidet. In der Mitte des Prostatateils, im Bereich des Samenhügels (Colliculus seminalis), geht das Urothel in mehrschichtiges hochprismatisches Epithel über. Ein weiterer Epithelübergang findet in der Schiffergrube (Fossa navicularis urethrae) zu mehrschichtigem, unverhornten Plattenepithel statt. Dieses Epithel bildet einen Nährboden für Milchsäurebakterien, die ein saures Milieu schaffen und damit einen Schutz vor Infektionen bieten.
Die Geschlechtsunterschiede in der Länge der Harnröhre haben auch medizinische Konsequenzen: Die kürzere Harnröhre der weiblichen Individuen bedeutet, dass hier die Gefahr einer Blasenentzündung und einer Harninkontinenz höher ist. Dafür ist im Fall von Harninkontinenz der Einsatz von Harnröhrenstöpseln möglich. Bei männlichen Individuen erschwert die Länge der Harnröhre die Verwendung eines Katheters und begünstigt das Festsetzen von Harnsteinen.
Die Harnröhre der männlichen Säugetiere und des Mannes wird in folgende Abschnitte unterteilt:
| Bezeichnung bei Säugetieren   | Bezeichnung bei Säugetieren                 | Bezeichnung beim Mann |
| Pars pelvina (Beckenteil) mit | Pars praeprostatica (Teil vor der Prostata) | Pars praeprostatica (von der Harnblasenwand bis zur Prostata) (1–1,5 cm): Sie wird vom Musculus sphincter urethrae internus umfasst. |
| Pars pelvina (Beckenteil) mit | Pars prostatica (Prostataabschnitt)         | Pars prostatica (Prostataabschnitt) (3–4 cm) |
| Pars pelvina (Beckenteil) mit | Pars postprostatica mit Musculus urethralis | Pars membranacea (Beckenbodenteil) (1 cm): An dieser Stelle wird sie vom Musculus urethralis umgeben. Hier befindet sich zudem der Isthmus urethrae (Engstelle vor dem Eintritt in den Penis) |
| Pars penina (Penisteil)       |                                             | Die Pars spongiosa ist der Teil im Harnröhrenschwellkörper des Penis (ca. 20 cm beim Mann). Bei Tieren mit einem Penisknochen verläuft die Harnröhre in einer bauchseitigen Rinne (Sulcus urethrae) dieses Knochens. Kurz vor der Mündung erweitert sich beim Mann die Harnröhre (Fossa navicularis urethrae, Schiffergrube) und verengt sich dann zur äußeren Mündung (Ostium urethrae externum) hin zu einem Spalt. Beim Mann münden hier die Bulbourethraldrüsen und zahlreiche kleine muköse Drüsen (Glandulae urethrales, Littrè-Drüsen). |

## Evolutive und ontogenetische Entwicklung
Die Harnröhre ist ein Organ, das sich gemeinsam mit der Harnblase ausschließlich bei den Theria, also den Beutelsäugern und den Höheren Säugetieren, entwickelt hat, während andere Wirbeltiere wie Vögel, Reptilien oder auch die basalen Säugetiere, die Kloakentiere, über eine Kloake verfügen.
Embryonal entstehen die Harnblase und die Harnröhre aus dem bauchseitigen Abschnitt der Kloake, dem Sinus urogenitalis. Dieser Sinus, zu Deutsch „Höhle“, hat drei Etagen, aus denen sich bei männlichen und weiblichen Säugetieren die ableitenden Harnwege entwickeln. Aus dem oberen Abschnitt entsteht die Harnblase, aus dem mittleren entwickelt sich die Harnröhre der weiblichen Säugetiere. Bei männlichen Säugetieren bilden sich daraus nur die Abschnitte der Harnröhre, die in der Prostata liegen und durch die Beckenbodenmuskulatur treten. Der Abschnitt im Penis geht aus der unteren Etage des Sinus urogenitalis hervor: Während dieser bei weiblichen Säugetieren den Scheidenvorhof bildet, wächst er bei der Penisentwicklung mit und wird von den Harnröhrenschwellkörpern umschlossen.

## Untersuchung der Harnröhre
Zur medizinischen Untersuchung der Harnröhre gibt es unterschiedliche direkte und indirekte Methoden. Eine einfache Methode, etwa um Verletzungen oder Aussackungen zu identifizieren, ist die Abtastung (Palpation). Die Urethrozystoskopie ist ein endoskopisches Verfahren, bei dem das Endoskop in die Harnröhre eingeführt und langsam bis in die Harnblase vorgeschoben wird. Dadurch ist eine genaue Lokalisation von Verengungen, Aussackungen oder Tumoren möglich. Das Verfahren kommt zur Indikationsstellung bei allen Eingriffen im Bereich des Blasenhalses zur Anwendung, zum Beispiel bei der transurethralen Resektion der Prostata.
Zu den bildgebenden Verfahren gehören die (retrograde) Urethrographie, bei der die Harnröhre mit einem Röntgenkontrastmittel aufgefüllt wird, um Harnsteine, Fremdkörper, Verengungen, Fehlbildungen, Tumoren und andere Auffälligkeiten zu identifizieren, sowie das Miktionszystourethrogramm, bei der die Blase über einen Katheter mit Kontrastmittel befüllt wird. Bei der Ausscheidung des Kontrastmittels können dann wie bei der Urethrographie Aussackungen oder Abflusshindernisse der Harnröhre erkannt werden. Für die Ultraschalluntersuchung muss die Harnröhre zunächst mit Wasser oder Gleitmittel gefüllt werden. Diese Methode wird zur Abklärung von Harnröhrenstrikturen genutzt.
Indirekte Untersuchungen zum Nachweis von Infektionserregern können über einen Harnröhrenabstrich, also der Entnahme einer Tupferprobe, oder die Untersuchung des Harnröhrenausflusses erfolgen. Die Untersuchung des Urins ist nur wenig aussagekräftig, weil der Keimgehalt des Harnröhrensekrets durch den sterilen durchfließenden Urin zu stark reduziert wird.

## Fehlbildungen, Erkrankungen und Verletzungen
Fehlbildungen, Erkrankungen und Verletzungen können die Harnröhre aller Säugetiere betreffen, wobei vor allem die Infektionen unterschiedlich sind und unterschiedliche, teilweise artspezifische, Erreger als Auslöser in Frage kommen. Die folgenden Darstellungen sind vor allem auf den Menschen bezogen, können jedoch entsprechend auf andere Säugetiere übertragen werden.

### Fehlbildungen

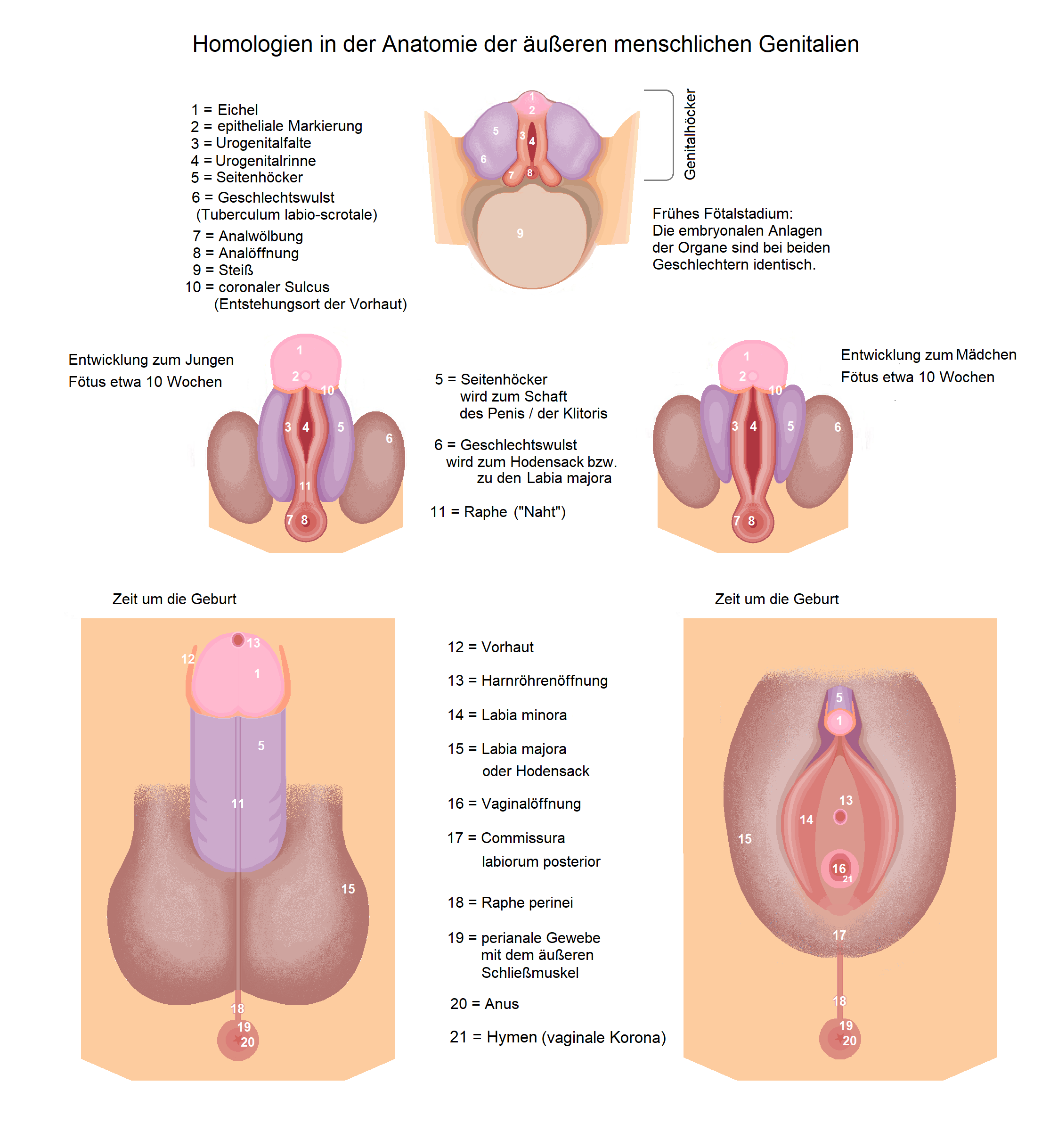
Im Laufe der Embryonalentwicklung schließt sich die Urogenitalrinne beim männlichen Embryo. In seltenen Fällen kann sie stellenweise offen bleiben.

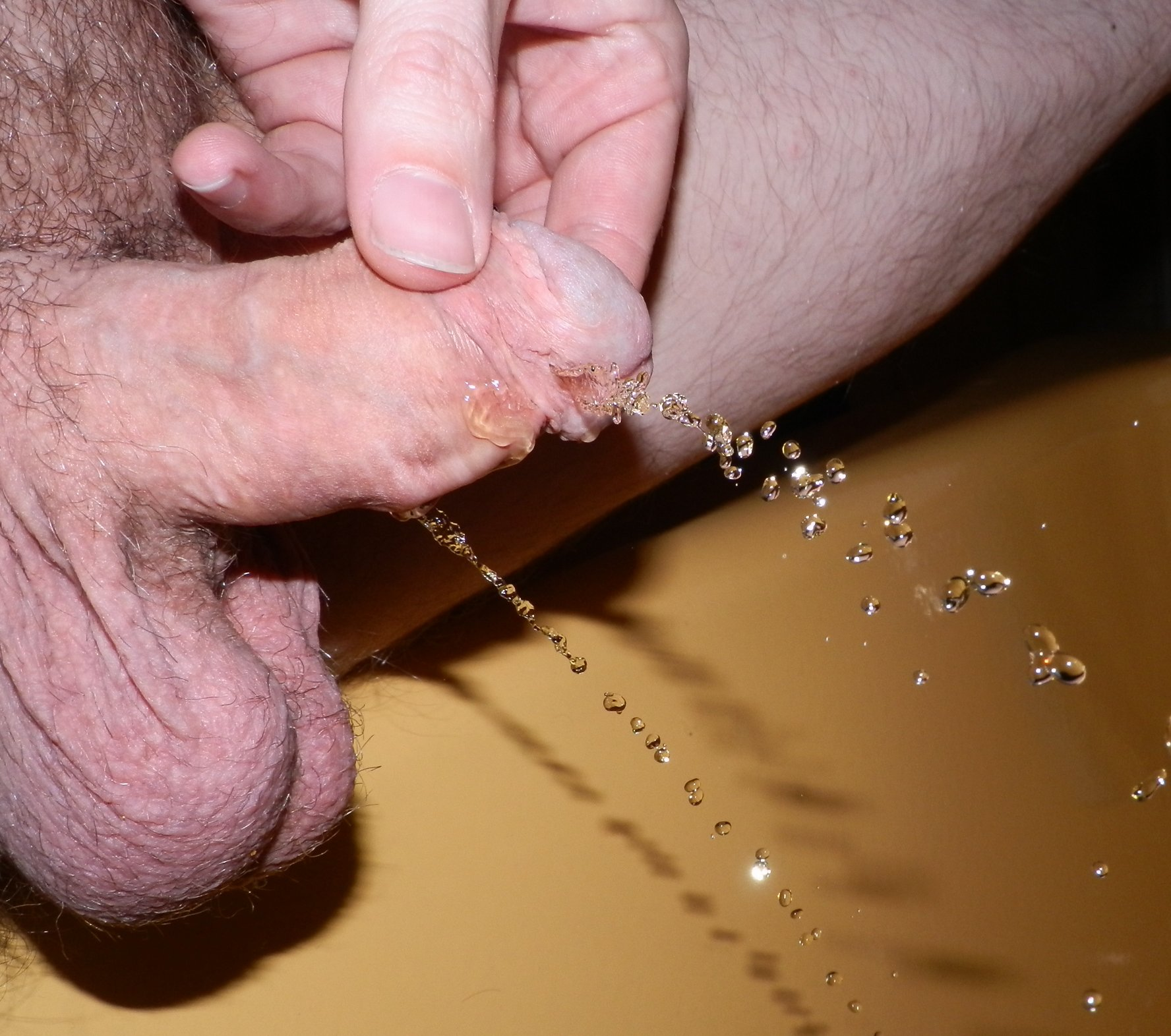
Hypospadie: Harnröhre endet unterhalb der Eichel und hat eine zweite Öffnung am Penisschaft (Fistel), durch die der Urin ebenfalls läuft.

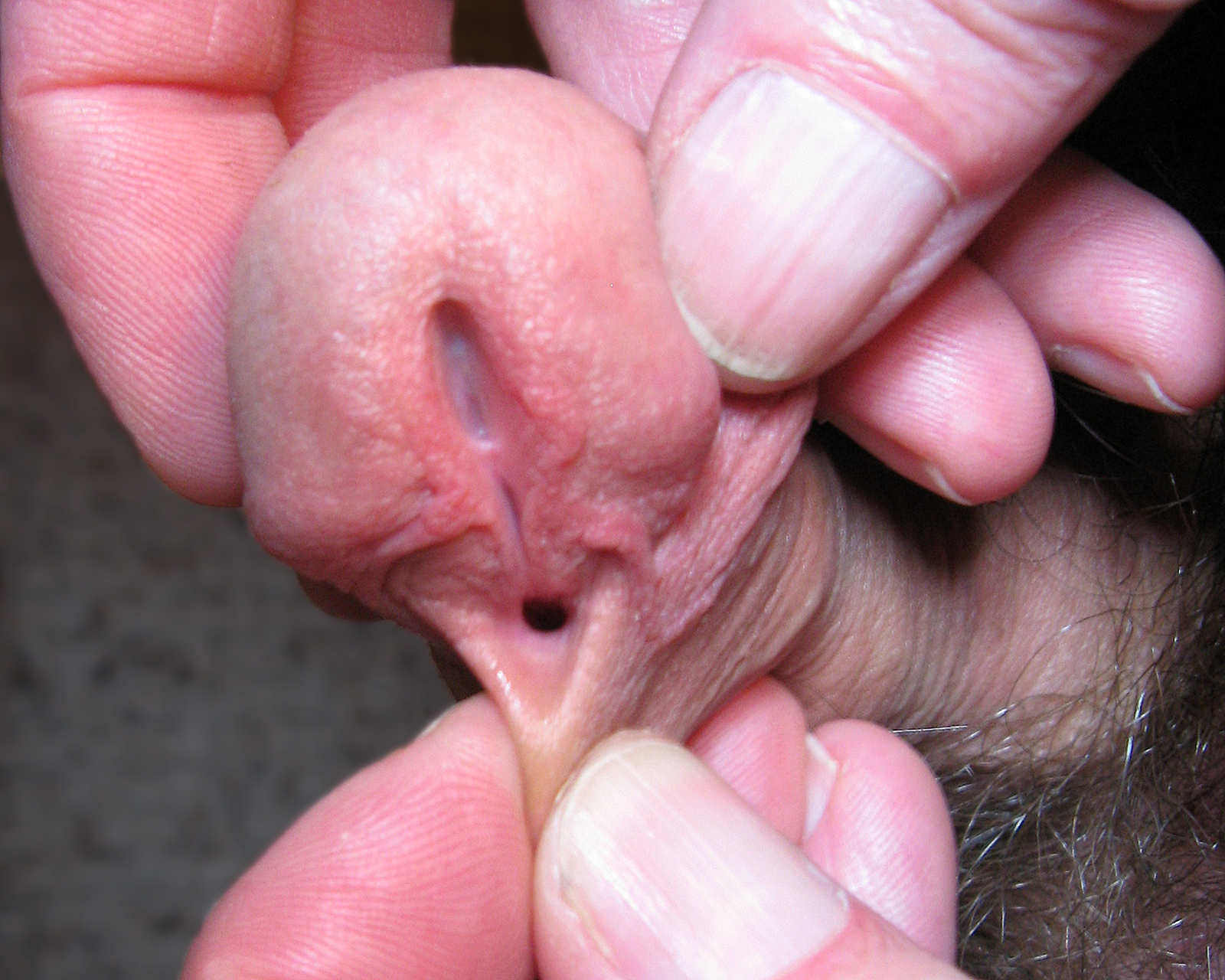
Hypospadie, Blick auf Eichelspitze von vorn-unten

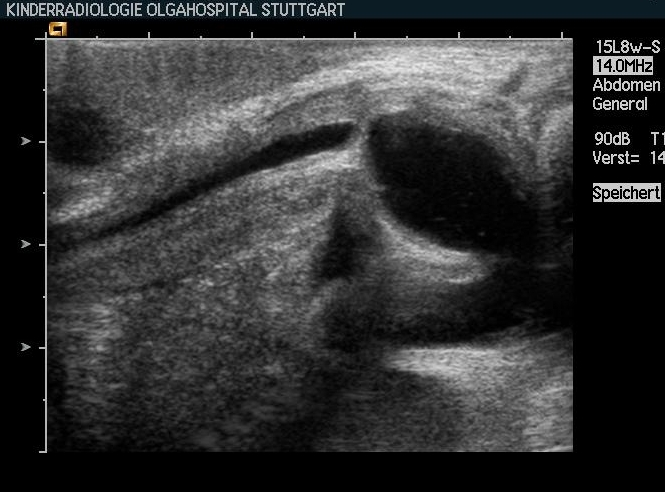
Perinaeale Sonographie bei einem Neugeborenen mit Urethralklappe, deutliche prästenotische Dilatation während der Miktion

Wie bei anderen Organen können auch die ableitenden Harnwege und direkt die Harnröhre von Fehlbildungen betroffen sein, die sich während der Embryonalentwicklung aufgrund verschiedener Faktoren ausbilden. Alle Fehlbildungen der Harnröhre werden, wenn sie Beschwerden bereiten, operativ behandelt und korrigiert.
Ist die Harnröhre nicht angelegt, spricht man von einer Agenesie, ist sie an einer Stelle verschlossen, von einer Atresie. Beide Fehlbildungen sind selten und nur dann mit dem Leben vereinbar, wenn eine andere Harnabflussmöglichkeit bestehen bleibt, etwa ein offener Urachus. Bei manchen, in der Regel männlichen, Neugeborenen bleiben Urethralklappen zurück, die den Harnabfluss behindern.
Eine der häufigsten Fehlbildungen der männlichen Geschlechtsorgane ist die Hypospadie. Bei dieser ist die Harnröhre längs unvollständig verschlossen und mündet auf der Unterseite (ventralen Seite) des Penis. Sehr selten tritt sie auch bei Mädchen auf, in diesem Fall mündet die Harnröhre in der Vagina.
Die dorsale Spaltbildung, die Epispadie, ist ebenfalls sehr selten. Bei Jungen liegt der Spalt auf der Oberseite des Penis, bei Mädchen ist in der Regel die Klitoris gespalten. Die Epispadie tritt meistens mit einer Blasenekstrophie auf.
Auch eine Verdoppelung der Harnröhre oder die Ausbildung einer rudimentären Harnröhre als anhängender (akzessorischer) Ductus paraurethralis kommen vor.

### Divertikel, Fisteln und Vorfall
Als Harnröhrendivertikel werden Ausstülpungen bezeichnet, die in allen Abschnitten in der Regel an der Unterseite der Harnröhre auftreten können. Diese können angeboren sein oder sich später als Reaktion auf eine entzündungsbedingte Harnröhrenstriktur vor dieser Striktur bilden. Divertikel fallen meistens durch chronische Harnröhrenentzündungen mit Dysurie sowie zu Hämaturie oder Harninkontinenz auf.
Fisteln sind Verbindungen zwischen einem Hohlorgan und einem anderen Organ. Auch sie können angeboren oder erworben sein. Bei Frauen sind erworbene urethrovaginale Fisteln, also Fisteln zwischen Harnröhre und Vagina, in der Regel Folge von Abszessen, zum Beispiel bei Entzündungen von Harnröhrendivertikeln, oder Verletzungen durch Unfälle und Operationen.
Bei einem Harnröhrenvorfall (Urethraprolaps) stülpt sich Harnröhrenschleimhaut aus der äußeren Harnröhrenmündung vor. Ein Urethraprolaps tritt vor allem bei jungen Mädchen auf, bei Tieren sind vor allem Rüden kurzköpfiger Hunderassen betroffen. Die Ursache ist nicht geklärt, die Behandlung erfolgt durch chirurgische Entfernung der vorgefallenen Schleimhaut.

### Entzündungen und Infektionen
Die häufigste Erkrankung der Harnröhre ist die Entzündung der Harnröhrenschleimhaut, die Urethritis, die gegebenenfalls auch tiefere Schichten betrifft und dann als Periurethritis und Kavernitis bezeichnet wird. Die Entzündungen werden nach Ursache in infektiöse, mechanische und allergische Urethritiden eingeteilt. Eine vierte Gruppe bilden die Urethritiden bei Allgemeinerkrankungen.
Die infektiösen Urethritiden sind die größte Gruppe. Sie können im Rahmen einer allgemeinen Harnwegsinfektion auftreten oder von spezifischen Erregern hervorgerufen werden. Hier werden gonorrhoische Urethritiden („Tripper“), die durch Neisseria gonorrhoeae hervorgerufen werden, von nicht-gonorrhoischen Urethritiden unterschieden, hinter denen alle anderen Erreger stehen. Führend sind in dieser Gruppe die bakteriellen Infektionen, vor allem durch Chlamydien (Chlamydia trachomatis). Die nichtgonorrhoische Urethritis ist die häufigste sexuell übertragene Krankheit in Industrieländern. Die postgonorrhoische Urethritis ist eine Mischinfektion von Neisseria gonorrhoeae und Chlamydia trachomatis.
Seltener sind Viren oder Pilze Auslöser von Entzündungen, diese Erreger treten aber eher bei Individuen mit geschwächtem Immunsystem in Erscheinung. Der Parasit Trichomonas vaginalis besiedelt die Scheide und die Harnröhre. Die von ihm verursachte Trichomoniasis gehört ebenfalls zu den sexuell übertragenen Krankheiten. Infektiöse Urethritiden werden nach der Bestimmung der Erreger mit Hilfe von Antiinfektiva wie Antibiotika, Virustatika oder Antimykotika gegen die spezifische Erregergruppe behandelt.
Eine mechanische Urethritis ist die Folge mechanischer Reizung, etwa durch das Legen eines Blasenkatheters. Die Katheterurethritis ist dann häufig mit einer bakteriellen Infektion vergesellschaftet. Allergische Urethritiden sind vor allem Unverträglichkeitsreaktionen auf Medikamente sowie Nahrungs- und Genussmittel. Diese können bei Männern auftreten, deren Sexualpartnerin vaginal applizierte Verhütungsmittel nutzt.
Eine Entzündung der Harnröhrenschleimhaut kann neben den genannten Ursachen auch als Folge weiterer akuter und chronischer Allgemeinerkrankungen wie Diabetes mellitus, der Reiter-Krankheit oder Typhus abdominalis auftreten.

### Tumoren
Polypen sind gutartige Tumoren der Schleimhaut, die meistens gestielt wachsen. An der Harnröhre treten sie meistens bei Frauen nach der Menopause auf und behindern den Harnfluss. Sie müssen von Harnröhrenkarunkeln abgegrenzt werden. Bei diesen handelt es sich um mit Schleimhaut überzogene, leicht blutende und mit Entzündungszellen durchsetzte Tumoren des Bindegewebes, die sich meistens in der Nähe der Harnröhrenmündung bilden und aus ihr heraustreten (prolabieren) können. Auch sie bilden sich häufig bei älteren Frauen.
Das Urothelkarzinom (Harnröhrenkrebs) ist dagegen ein seltener bösartiger Tumor der Harnröhre, der in der Regel als Plattenepithelkarzinom der Harnröhrenschleimhaut auftritt. Frauen sind dreimal so oft betroffen wie Männer, der Häufigkeitsgipfel liegt zwischen dem 50. und 65. Lebensjahr. Die Symptomatik ist meistens unspezifisch, es können Blut oder blutige Flüssigkeit aus der Harnröhre austreten. Ist das Karzinom nah an der Blase lokalisiert, können auch Dammschmerzen, Abszesse und Fisteln auftreten. Bei Frauen scheinen Divertikel, Karunkel und chronische Entzündungen die Entstehung von Harnröhrenkrebs zu begünstigen, bei Männern kann die Erkrankung eine Langzeitfolge von Infektionen und Verletzungen sein.

### Verletzungen und Fremdkörper

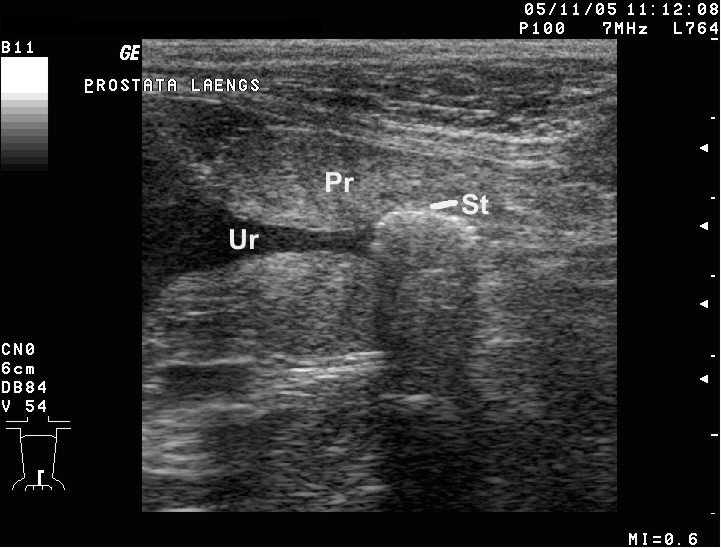
Ultraschallbild eines Harnsteins im Prostatateil der Harnröhre beim männlichen Hund. (Ur=Urethra (Harnröhre), Pr=Prostata, St= Harnstein)

Verletzungen der Harnröhre werden in „hintere“ und „vordere“ Harnröhrenverletzungen eingeteilt, die sich hinsichtlich ihrer Ursache unterscheiden. Mit hinteren Harnröhrenverletzungen sind Verletzungen der Harnröhre oberhalb ihres Durchtritts durch den Beckenboden gemeint. Sie entstehen meistens bei Beckenbrüchen durch massive Gewalteinwirkung, also bei Verkehrsunfällen und Stürzen aus großer Höhe. Harnröhren von Männern sind häufiger davon betroffen als die Harnröhren von Frauen. Vordere Harnröhrenverletzungen sind Verletzungen der Harnröhre unterhalb des Beckenbodens. Bei Erwachsenen sind ärztliche Maßnahmen als Ursachen führend, also das Einführen von Instrumenten und das Legen und zu lange Liegen von Blasenkathetern. Auch hier sind männliche Harnröhren häufiger betroffen, insbesondere zu lange liegende Katheter können zu Strikturen des Penisteils der Harnröhre führen. Verletzungen durch andere eingeführte Gegenstände, etwa zur sexuellen Stimulation, sind selten und betreffen die Harnröhre nah an ihrer Öffnung. Bei Kindern treten traumatisch bedingte vordere Harnröhrenverletzungen häufiger auf als bei Erwachsenen, vor allem durch Anpralltraumen gegen das Perineum. Bei Männern, die eine Penisruptur erleiden, ist in 20 % der Fälle auch die Harnröhre betroffen.
Auch Harnsteine (Urolithiasis), die aus der Harnblase in die Harnröhre geschwemmt werden oder erst in der Harnröhre entstehen, kommen vor und können zu einer Verengung oder Striktur führen. Dabei handelt es sich um krankhafte feste Gebilde (Konkremente), die sich aus Mineralsalzen im Urin bilden können. Sie heißen korrekt Urethralith oder falsch Urethrolith; das Reallexikon der Medizin nennt nur Urethralstein und Urethrastein.
Die in Brasilien vorkommenden Vandelliinae („Harnröhrenwelse“) können in die Harnröhre eindringen, sich dort festhaken und absterben und zu einer Verlegung der Harnröhre führen.

## Piercings und andere Modifikationen
Wie bei anderen Teilen der Genitalregion kann auch die Harnröhre des Menschen in den Intimschmuck in Form verschiedener Piercings einbezogen werden, die dann mit einem Ball Closure Ring, einem Segmentring und Curved Barbell als Schmuck realisiert werden. Die bekannteste Form dieser Genitalpiercings ist dabei das Prinz-Albert-Piercing des Mannes, das von der Harnröhre ausgehend durch die untere Peniswand verläuft. Abwandlungen stellen das Reverse-Prinz-Albert-Piercing mit einem Austritt an der Oberseite des Penis sowie das Dolphin-Piercing mit zwei Öffnungen der unteren Harnröhre dar. Der Ampallang ist ein Piercing, das horizontal durch die Eichel gestochen wird und meist die Harnröhre kreuzt.
Der Apadravya wird dagegen vertikal gestochen und kreuzt die Harnröhre, sofern er mittig platziert wurde, was bei den meisten Apadravyas der Fall ist. Ein weiterer Piercingschmuck des Mannes ist der Prince’s Wand, der als Stift in die Harnröhre eingesetzt und meist über ein Prince-Albert-Piercing, ein Ampallang oder ein Apadravya oder einen Ring um die Eichel (pinless) befestigt wird. Die weibliche Entsprechung des Prince-Albert-Piercings ist das Prinzessin-Albertina-Piercing, das von der Harnröhrenöffnung zur Vaginalöffnung verläuft.
In der medizinischen Literatur gibt es vereinzelt Hinweise auf Verletzungen oder Komplikationen, die durch Piercings mit Harnröhrendurchgang verursacht werden können. Dabei handelt es sich neben Entzündungen und allergischen Reaktionen beispielsweise um Einrisse, Fisteln oder andere Verletzungen.
Neben Piercings gibt es weitere Modifikationen, die vor allem den Penis und die männliche Harnröhre betreffen. Eine Harnröhrendehnung zur sexuellen Stimulation kann dabei etwa mit Hilfe von Dilatatoren durchgeführt werden. Mittels Harnröhrenvibrator oder Harnröhrenplug kann die Harnröhre stimuliert werden. Intimschmuck und Modifikationen, in denen die Harnröhre einbezogen ist, dienen im Wesentlichen als Schmuck der ästhetischen Veränderung des Genitalbereichs. Darüber hinaus können sie eine Funktion zur Reizsteigerung bei der sexuellen Stimulation beim Geschlechtsverkehr und bei der Masturbation haben.
Bei der Bifurkation wird der Penis in unterschiedlichem Ausmaß von der Eichel her geteilt, wobei auch die Harnröhre betroffen ist. Im Falle der Subinzision findet diese Teilung nur an der Unterseite durch die Spaltung der Harnröhre und der Unterseite des Penis statt, dies kann jedoch bis zum Penisansatz reichen.